# 박철 (1946년)
박철(朴哲, 1946년 4월 27일 ~ , 경상남도 진주시)은 한국은행 부총재를 지내고 리딩투자증권 회장을 맡고 있는 대한민국의 기업인, 금융인이다.

## 학력
- 진주고등학교
- 서울대학교 경제학과
- 뉴욕대학교 대학원 경제학 석사

## 경력
- 한국은행 자금부 정책과장
- 한국은행 런던사무소 소장
- 한국은행 부총재
- 한국은행 고문
- 고려대 경제학과 초빙교수
- 한국씨티은행 사외이사
- 삼성장학재단 이사
- 리딩투자증권 회장

| 전임 심훈 | 제24대 한국은행 부총재 2000년 7월 22일 ~ 2003년 5월 15일 | 후임 이성태 |